# MiniSD卡

miniSD標誌

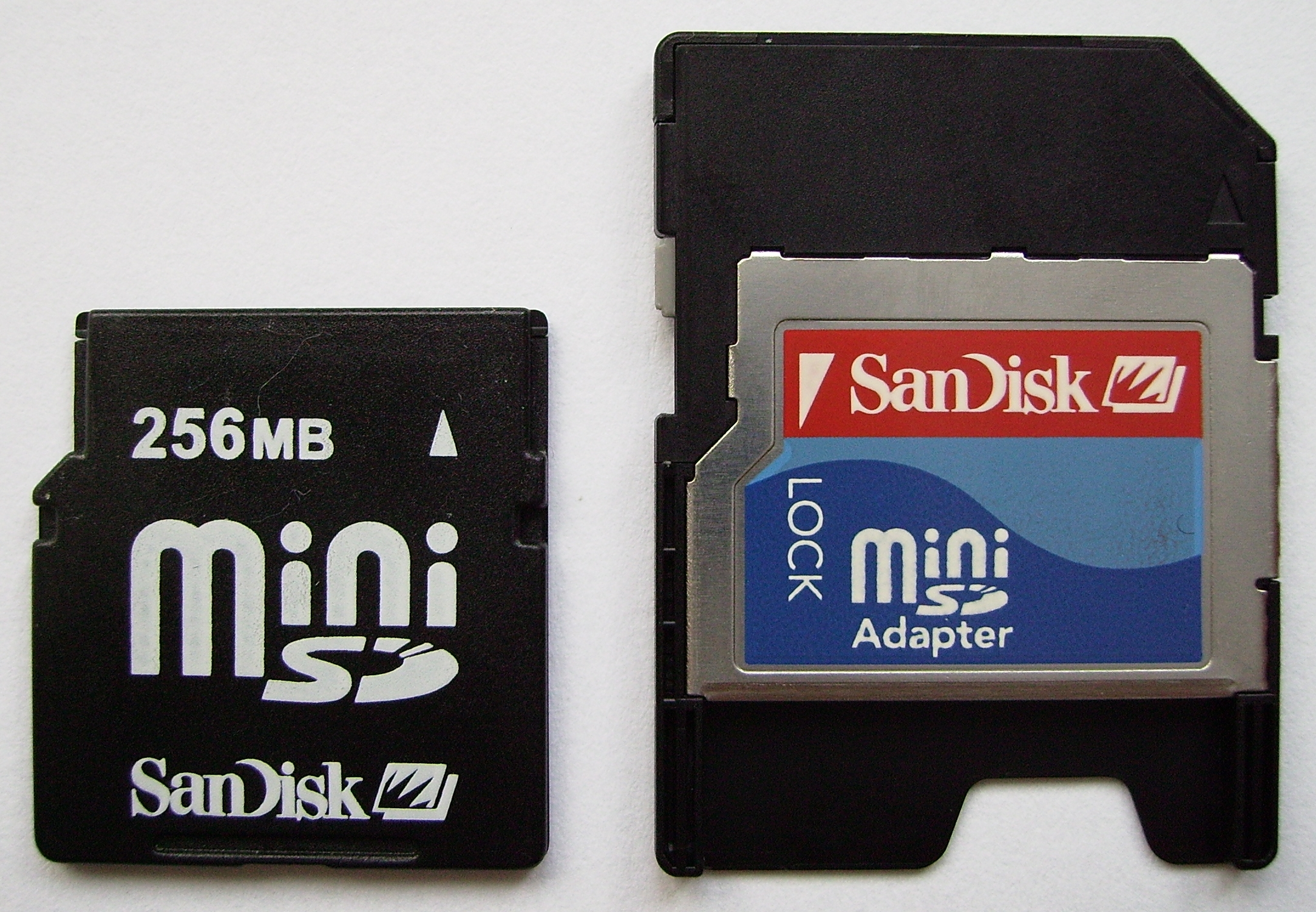
miniSD卡 和 轉接器

miniSD 首次於2003年的CeBIT展覽中由SanDisk公布，自此它加入了Memory Stick Duo和xD卡這類細小的記憶卡規格中。
miniSD卡被SD協會 (SD Association) 於2003年時確立為標準SD卡的極細小型規格，這種miniSD卡特別設計於流動電話上，並隨卡附上minSD轉接器，令它能夠兼容所有配置了標準SD卡插槽的設備中。
miniSD卡由數間不同的製造商以及引伸出不同品牌的名稱，但他們的兼容性是通行的。

## 規格
|              | SD卡       | miniSD卡   | microSD卡  |
| 寬度         | 24 mm      | 20 mm      | 11 mm      |
| 長度         | 32 mm      | 21.5 mm    | 15 mm      |
| 厚度         | 2.1 mm     | 1.4 mm     | 1 mm       |
| 體積         | 1,596 mm3  | 589 mm3    | 165 mm3    |
| 重量         | 接近2g     | 接近1g     | 接近0.5g   |
| 操作電壓     | 2.7 - 3.6V | 2.7 - 3.6V | 2.7 - 3.6V |
| 寫入裝置保護 | YES        | NO         | NO         |
| 終止保護     | YES        | NO         | NO         |
| 接腳數目     | 9 腳       | 11 腳      | 8 腳       |

## 容量
miniSD卡的容量由16MB至8GB，而miniSDHC卡的容量由4GB至16GB。

## 連結
- SD協會 （页面存档备份，存于）
- SanDisk 公司 （页面存档备份，存于）
- miniSD 轉接器，miniSD卡，Memory Stick Duo 和 MMC卡的相片 （页面存档备份，存于）